# Pouce Coupe
Pouce Coupe est un village situé au nord-est de la province canadienne de la Colombie-Britannique.

## Géographie
Pouce Coupe fait partie du district régional de Peace River. Le bourg est situé à une dizaine de kilomètres de la ville de Dawson Creek. Il est bordé par la rivière Pouce Coupé. le village de Pouce Coupe comptait 739 habitants au recensement de la population de 2006.

## Histoire
Le village porte le nom d'un ancien chef amérindien de la tribu des Danezaa, "Pooscapee" ou "Poucecapé", nom qui fut interprété et francisé en Pouce-Coupé par les deux premiers trappeurs à arpenter la région en 1898, les Canadiens-français Hector Tremblay et Joé Bissette.
Le village se créa autour du poste de traite édifié par les trappeurs Tremblay et Bissette.
Les Amérindiens établirent leur campement autour ce premier bâtiment dès le début du XXe siècle. Puis arrivèrent les premiers colons canadiens, notamment Charlie Le Roy qui fonda une ferme.
Le gouvernement canadien établit officiellement le village en 1915 et la première école ouvrit en 1917. 
En 1921, la Croix-Rouge ouvrit un petit hôpital et en 1932, le village de Pouce Coupe devint le centre administratif de la région de Pouce Coupé.

## Démographie
| 2001 | 2006 | 2011 | 2016 |
| ---- | ---- | ---- | ---- |
| 833  | 739  | 738  | 792  |